# Battaglia di Atapuerca
La battaglia di Atapuerca viene combattuta il 1 settembre 1054 sul sito di Piedrahíta nella valle di Atapuerca tra i due fratelli, il re García III Sánchez di Navarra ed il re Ferdinando I di León.
I castigliani vinsero ed il re Garcia ed il suo favorito Fortún Sánchez morirono in battaglia. Ferdinando riannesse il territorio navarrese che aveva concesso a Garcia 17 anni prima come ricompensa per l'aiuto prestatogli nella battaglia di Tamarón.

## Contesto storico
Dopo la morte di Sancho III Garcés di Navarra, l'impero venne diviso tra i figli di quest'ultimo. Garcia, il primogenito, ricevette il Regno di Navarra mentre il più giovane Ferdinando già controllava il Regno di Castiglia per fedeltà al cognato Bermudo III di León. Nel 1037, con l'aiuto di Garcia, Ferdinando sconfisse ed uccise Bermudo nella battaglia di Tamarón e reclamò la corona di León per diritto della moglie che venne incoronata nel 1038. A questo punto ricompensò Garcia cedendogli i territori castigliani da Oca alle porte di Burgos, da Briviesca alla valle dell'Urbel, da Castrobarto a Bricia e dal fiume Nervión fino a Santander.

## Varie versioni

### Chronicon Silense
Secondo quanto viene riportato nell'Historia silense diversi decenni dopo, un invidioso Garcia attaccò Ferdinando che lo aveva raggiunto a Nájera mentre era malato e dopo essersi ripreso, Garcia tornò a far visita a Ferdinando per fare la pace. Allora il re lo mise in catene e lo imprigionò in una torre situata a Cea. Tuttavia, i navarresi fuggirono e dichiararono guerra, rifiutando le ambasciate castigliane.
García fu sepolto nel vicino villaggio di Agés e la sua tomba è stata scoperta nella chiesa del luogo.
Gli eserciti di Castiglia e León erano ad Atapuerca, tre leghe a est di Burgos, già in Navarra.
García aveva con sé truppe ausiliarie moresche e forse suo fratello re Ramiro I d'Aragona.

### Annals of Compostela
Gli Annales Compostellani attribuiscono la morte di Garcia ad un suo cavaliere, Fortún Sánchez, "che lui [il re], gli avrebbe recato offesa con sua moglie". Molti del seguito navarrese preferirono la morte in combattimento, e anche l'assassino, il signore di Funes, Navarra, morì in battaglia.

### Crónica Najerense
La Crónica Najerense menziona i parenti di Vermudo, che attaccarono furiosamente García, disobbedendo alle istruzioni di Ferdinando di prenderlo vivo.
I navarresi però tennero la posizione fino a notte e presero il cadavere per seppellirlo a Nájera. Proclamarono sul posto il nuovo re, l'adolescente Sancho de Peñalén.

### Altre versioni
In questa versione è Ferdinando, il fratello che brama "la Asturie di Santander", Vecchia Castiglia, Briviesca e la Rioja. Ferdinando visitò il fratello malato, ma insospettito fuggì. García visitò allora un Ferdinando malato, volendo dissipare i suoi sospetti, ma fu rinchiuso a Cea. Dopo essere fuggito, portò le sue truppe e alcuni mori in Castiglia. Ad Atapuerca i colloqui di pace fallirono. Due soldati traditori (uno di loro, Fortún Sánchez), lo ferirono mortalmente. Ferdinando concesse il trasporto del cadavere a Nájera, prese Briviesca, Montes de Oca e parte della Rioja. Il confine della Navarra fu stabilito dall'Ebro, e il nuovo re Sancho IV di Navarra divenne vassallo di Ferdinando.
Alcune fonti menzionano El Cid come uno dei combattenti, ma essendo nato nel 1043 o 1048 sarebbe stato troppo giovane.

## Storia recente
Nel 1940 una iscrizione commemorativa è stata scolpita su un menhir di 6000 anni situato sul posto.
Dal 1996, i cittadini di Atapuerca e dei paesi limitrofi rievocano la battaglia, l'ultima o la precedente domenica di agosto.